# Jean II. de Bourbon

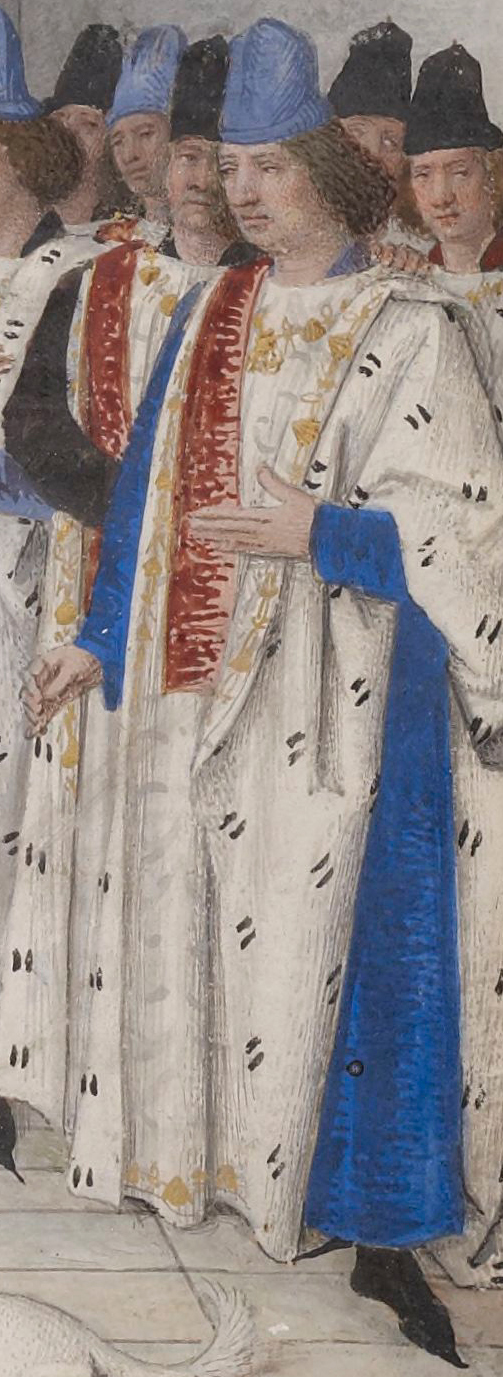
Jean II. de Bourbon, Ausschnitt aus einer Buchmalerei aus den Statuts de l'ordre de Saint-Michel von Jean Fouquet

Jean II. de Bourbon (* 1426; † 1. April 1488 in Moulins) war erst Graf von Clermont-en-Beauvaisis dann Herzog von Bourbon und Auvergne. Er war der Sohn Herzog Charles’ I. de Bourbon und dessen Frau Agnes von Burgund.

## Leben
Jeans militärische Karriere begann mit der Belagerung der Festung Metz im Jahr 1444, der ein Feldzug in der Normandie folgte. 1450 eroberte er gemeinsam mit Jean de Dunois in der Schlacht von Formigny die gesamte Normandie. Die Folgejahre widmete er – weiterhin zusammen mit Dunois – der Rückeroberung der Guyenne, die 1453 mit der Eroberung von Bordeaux endete. Er wurde Gouverneur von Guyenne und hatte sich mit dem Kampf gegen Graf Jean V. d’Armagnac zu befassen, als dieser sich gegen den König erhob.
Als Favorit König Karls VII. hatte Jean die Abneigung des königlichen Nachfolgers Ludwig XI. zu ertragen. Ludwig XI. entzog ihm die Guyenne, und Jean II. schloss sich der Ligue du Bien public an. Nach dem Friedensschluss wurde er begnadigt und zum Gouverneur des Languedoc ernannt. Darüber hinaus machte Ludwig XI. ihn zum Ritter des Ordre de Saint-Michel bei dessen Gründung am 1. August 1469. Schließlich war er – wie auch schon sein Vater – Großkämmerer von Frankreich.
Nach dem Tod Ludwigs XI. wurde er 1483 von König Karl VIII. zum Connétable von Frankreich ernannt.

## Ehen und Nachkommen
Er heiratete 1447 in Moulins Johanna von Frankreich (* 1435; † 1482), Tochter Karls VII. und Maries d’Anjou. Nach deren Tod heiratete er 1484 in Saint-Cloud Catherine d’Armagnac († 1487), Tochter Jacques’ d’Armagnac, des Herzogs von Nemours, und dessen Frau Louise d’Anjou. Sie hatten einen Sohn, Jean, der ebenso wie seine Mutter kurz nach der Geburt starb. In dritter Ehe heiratete Jean II. 1487 Jeanne de Bourbon, Tochter Jean VIII. de Bourbon, Graf von Vendôme und Isabelle de Beauvau. Auch der Sohn aus dieser Ehe, Louis, starb nach wenigen Monaten, im gleichen Jahr wie sein Vater.
Neben seinen ehelichen hatte Jean II. einige uneheliche Kinder:
- mit Marguerite de Brunant:
  1. Mathieu († 1505), le Grand Bâtard de Bourbon genannt, Baron von La Roche-en-Renier, Admiral und Gouverneur von Guyenne
- mit Jeanne Louise d’Albret (Haus Albret):
  1. Charles († 1502), Vicomte de Lavedan, Stammvater der Familie Bourbon-Lavedan
- mit unbekannten Frauen:
  1. Hector († 1502), Erzbischof von Toulouse
  2. Pierre († jung)
  3. Marie († 1482), ⚭ 1470 Jacques de Sainte-Colombe
  4. Marguerite (* 1445; † 1483), 1464 legitimiert, ⚭ 1462 Jean de Ferrieres († 1497)